# Batalha de Gazala
A Batalha de Gazala (perto da moderna cidade de Ayn al Ghazālah) foi combatida durante a Campanha do Deserto Ocidental na Segunda Guerra Mundial, a oeste do porto de Tobruk na Líbia, entre 26 de Maio e 21 de Junho de 1942. As tropas do eixo, lideradas por Erwin Rommel, era composta por tropas alemãs e italianas, e as forças aliadas eram essencialmente britânicas, indianas, sul-africanas e voluntários da França Livre. A batalha terminou com uma vitória por parte das forças do eixo.